# Rootok Island
Rootok Island (auch Aektok, Aiaktak, Ouektock, Aiaiepta, Veniaminof oder Goloi) ist die kleinste Insel der zu den Aleuten gehörenden Krenitzin Islands. Der heutige Name ist von dem aleutischen Namen Aektok abgeleitet.